# NGC 681
NGC 681 (również PGC 6671) – galaktyka spiralna z poprzeczką (SBab), znajdująca się w gwiazdozbiorze Wieloryba. Odkrył ją William Herschel 28 listopada 1785 roku.